# San José Río Verde
San José Río Verde är en ort i Mexiko.   Den ligger i kommunen Santiago Jamiltepec och delstaten Oaxaca, i den sydöstra delen av landet, 400 km söder om huvudstaden Mexico City. San José Río Verde ligger 25 meter över havet och antalet invånare är 654.
Terrängen runt San José Río Verde är kuperad åt nordväst, men åt sydost är den platt. Runt San José Río Verde är det ganska glesbefolkat, med 34 invånare per kvadratkilometer. Närmaste större samhälle är Santiago Jamiltepec, 17,9 km norr om San José Río Verde. Omgivningarna runt San José Río Verde är en mosaik av jordbruksmark och naturlig växtlighet.